# Interacciones fundamentales

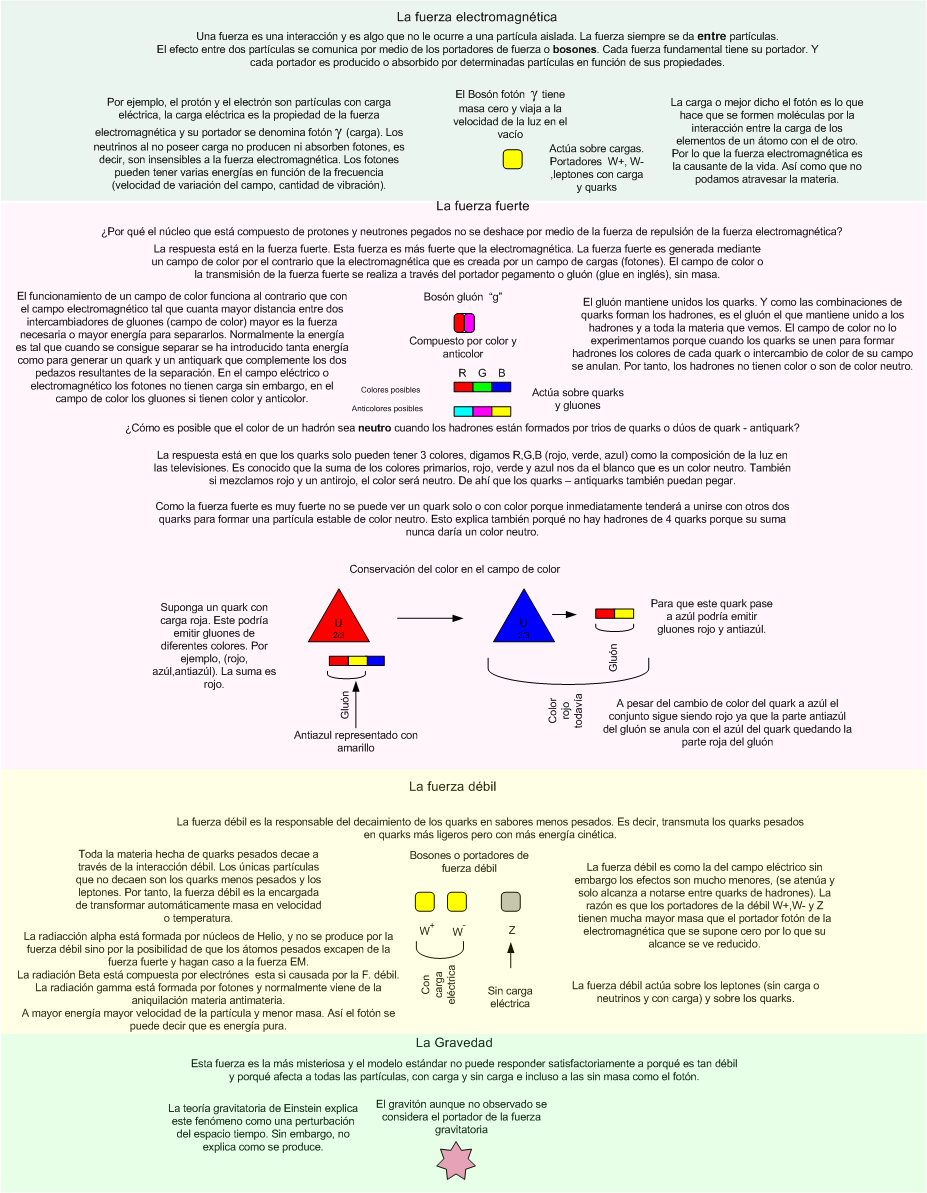
Cuadro explicativo de las cuatro fuerzas fundamentales.

En física, se denomina fuerza fundamental o interacciones físicas a cada una de las clases de interacciones entre las partículas subatómicas, a saber:
- Interacción nuclear fuerte
- Interacción electromagnética
- Interacción nuclear débil (interacciones de decaimiento)
- Interacción gravitatoria

La primera incluye las fuerzas que mantienen los núcleos atómicos unidos, la interacción de los nucleones con los mesones pi y la producción de partículas extrañas. En general abarcan las interacciones entre hadrones y protones. 
Las interacciones electromagnéticas tienen lugar entre partículas con carga eléctrica, actuando tanto en cuerpos en reposo respecto al observador (interacción electrostática), como en movimiento (interacción magnética), y unificadas en general como una interacción de misma naturaleza.
Las interacciones débiles son responsables de la desintegración beta, decaimiento pi mu y decaimiento mu electrón.
Las fuerzas gravitatorias son las causantes de fenómenos como el movimiento de los planetas y satélites, las galaxias, la formación de estrellas, entre otros. Es de las cuatro interacciones fundamentales la más débil, y de naturaleza únicamente actractiva.
Las teorías de campo gauge explican tanto las partículas fundamentales como sus interacciones. Las primeras, explicadas como campos cuánticos relativistas, son representaciones de ciertos operadores de carga que se corresponden con la carga gravitacional, spin, carga eléctrica y demás, mientras que las fuerzas fundamentales son las fuerzas de atracción y repulsión entre estas cargas.
Por otro lado, de acuerdo con la teoría general de la relatividad, las interacciones son debidas a la interacción de la energía con la topología del espacio-tiempo. Hasta el momento, tanto la descripción de la gravedad como un campo gauge, como la explicación de las interacciones como topologías, han sido infructuosas.
Casi toda la historia de la física moderna se ha centrado en la unificación de estas interacciones y hasta ahora la interacción débil y la electromagnética se han podido unificar en el marco teórico conocido como modelo electrodébil. Por su parte, la unificación de la interacción fuerte con dicho modelo electrodébil es el motivo de toda la teoría de la gran unificación. Y finalmente, la teoría del todo conciliaría aquella con la interacción gravitatoria.
La comunidad científica prefiere el nombre de interacciones fundamentales al de fuerzas debido a que con ese término se puede referir tanto a las fuerzas como a los decaimientos que afectan a una partícula dada.
| Propiedad/Interacción                   | Gravitatoria                   | Débil            | Electromagnética    | Fuerte                      | Fuerte                    |
| Propiedad/Interacción                   | Gravitatoria                   | (Electrodébil)   | (Electrodébil)      | Fundamental                 | Residual                  |
| --------------------------------------- | ------------------------------ | ---------------- | ------------------- | --------------------------- | ------------------------- |
| Actúa sobre:                            | Masa - Energía                 | Sabor            | Carga eléctrica     | Carga de color              | Núcleos atómicos          |
| Partículas que la experimentan:         | Todas                          | Quarks, leptones | con carga eléctrica | Quarks, Gluones             | Hadrones                  |
| Partículas mediadoras:                  | Ninguna Gravitón (conjeturado) | W+ W− Z0         | γ (fotones)         | Gluones                     | Mesones                   |
| Magnitud (a la escala de los quarks):   | 10-41                          | 10-4             | 1                   | 1060                        | No aplicable a los quarks |
| Magnitud (a la escala de los protones): | 10-36                          | 10-7             | 1                   | No aplicable a los hadrones | 102                       |

## Historia
La historia de la física ha ido acompañada de la idea de unificación,[cita requerida] de encontrar un conjunto de leyes simples, que describan el universo. Galileo hizo una completa descripción de los efectos de la gravedad en la Tierra[cita requerida] y Kepler describió por primera vez el movimiento planetario. Para ese momento se creía que ambos fenómenos eran distintos hasta que Isaac Newton en su Principia de 1678 los describió bajo el mismo concepto, la fuerza gravitatoria.
Por otro lado, antes del siglo XIX, varios científicos como Gray, Priestley, Coulomb y Volta habían ya descrito casi en su totalidad el fenómeno eléctrico. En 1820, Ørsted fue el primero en descubrir perturbaciones magnéticas cercanas a corrientes eléctricas. A partir de este descubrimiento los experimentos no cesaron hasta que finalmente Maxwell en 1861 fue el primero en derivar una ecuación de onda electromagnética, quedando unificados estos otros dos fenómenos en el electromagnetismo[cita requerida].
Con el desarrollo de la física nuclear se descubrieron dos tipos más de fuerzas a las que no se las podía incluir en las dos ya existentes, la fuerza nuclear fuerte y la fuerza nuclear débil. Con el posterior desarrollo del modelo estándar se encontró a las partículas portadoras de dichas fuerzas, los bosones[cita requerida]. Los científicos prefieren el término de interacción al de fuerza debido a que se piensa en las fuerzas como interacciones entre bosones, además de que la desintegración beta es causada por bosones W y Z de la interacción débil.
Hasta que en 1960, Glashow, Salam y Weinberg postularon que la fuerza nuclear débil podía unificarse a la electromagnética en una sola interacción electrodébil. Estas dos interacciones a bajas energías parecen dos diferentes tipos de interacciones pero a temperaturas tan altas como las del big bang éstas corresponden a una sola.
En cuanto a la interacción fuerte, ésta y la electrodébil coexisten en el modelo estándar sin problemas pero se espera que las tres interacciones cuánticas puedan unificarse en una interacción electronuclear[cita requerida]. Finalmente se cree [¿quién?]que una unificación total abarcaría a las cuatro interacciones pero hasta el momento no se ha encontrado una teoría contundente.

## Interacciones

### Interacción gravitatoria

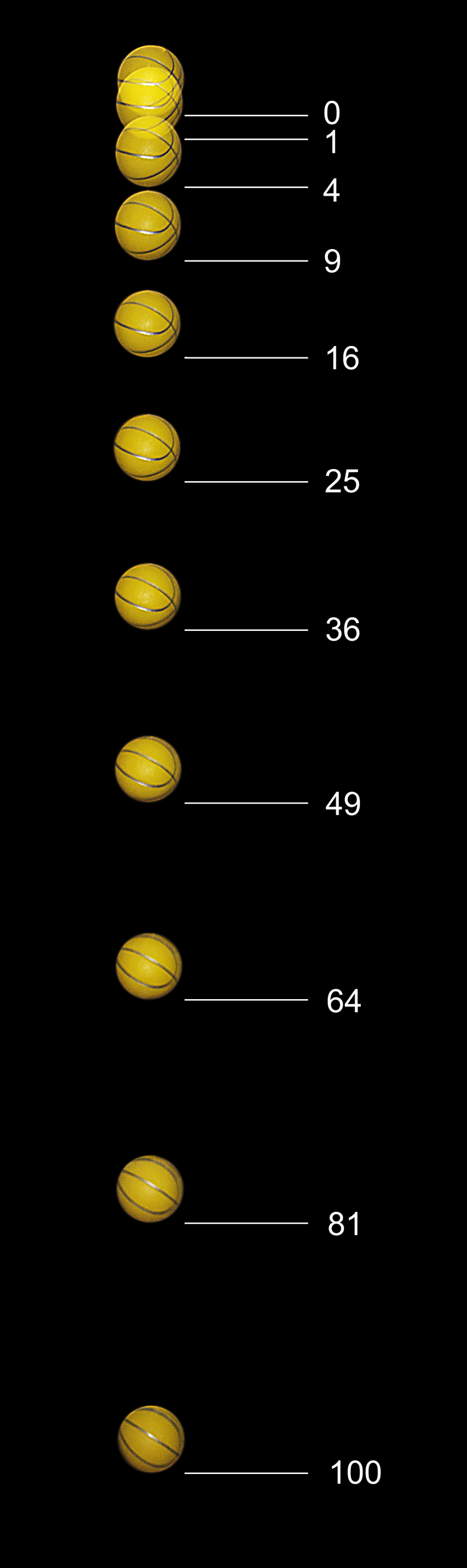

Es la más conocida de las interacciones, (y al mismo tiempo la que plantea mayores problemas teóricos), ya que el modelo estándar no da cuenta de ellas, es muy débil y afecta a todas las partículas, e incluso a las sin masa como el fotón a causa de que a grandes distancias, por su efecto acumulativo con la masa, tiene mayor efecto que las demás interacciones. Junto al electromagnetismo, son las interacciones que actúan a grandes distancias y contrariamente al electromagnetismo, solo tiene carácter atractivo. A distancias atómicas, y en comparación con el resto de interacciones, es la más débil de todas.
La interacción gravitatoria hace que cualquier tipo de materia provista de energía interaccione entre sí. Para formas de materia ordinaria cuyo tensor energía-impulso satisface ciertas condiciones de positividad, tendrá un carácter atractivo. La teoría general de la relatividad estudia el comportamiento de esta interacción a escala planetaria y supragaláctica describiéndola como una curvatura del espacio-tiempo[cita requerida]. En otras palabras, la interacción gravitatoria es una manifestación de la deformación que sufre el espacio-tiempo por la presencia de grandes masas[cita requerida]. La teoría newtoniana de la gravitación es una aproximación no relativista a la interacción gravitatoria.
Según la hipótesis del modelo estándar, la interacción gravitatoria, gravitación o fuerza de la gravedad, es transmitida por el gravitón[cita requerida]. Cabe indicar que la teoría de la gravitación, en su formulación actual, no es una interacción que sea muy consistente con la descripción usual de la física de partículas. Sin embargo, debido a que la gravitación es solo perceptible en distancias muy por encima del radio atómico esto permite en la práctica usar ambas teorías simultáneamente sin encontrar conflicto, en la mayoría de situaciones prácticas.

### Interacción electromagnética

Diagrama de Feynman de la interacción entre el campo electrón y el campo electromagnético. Es generalizable a otras partículas cargadas como los quarks

El electromagnetismo es la interacción que actúa entre partículas con carga eléctrica. Este fenómeno incluye a la fuerza electrostática, que actúa entre cargas en reposo, y el efecto combinado de las fuerzas eléctrica y magnética que actúan entre cargas que se mueven una respecto a la otra. 
El campo electromagnético también tiene un alcance infinito y como es mucho más fuerte que la gravedad describe casi todos los fenómenos de nuestra experiencia cotidiana. Estos van desde el rayo láser y la radio, a la estructura atómica y a fenómenos tales como la fricción y el arco iris. 
Los fenómenos eléctricos y magnéticos han sido observados desde la antigüedad, pero fue a partir de 1800 cuando los científicos descubrieron que la electricidad y el magnetismo son dos aspectos fundamentales de la misma interacción. En 1864, las ecuaciones de Maxwell había unificado rigurosamente ambos fenómenos. En 1905, la teoría de Einstein de la relatividad especial resolvió la cuestión de la constancia de la velocidad de la luz. También Einstein explicó el efecto fotoeléctrico al teorizar que la luz se transmitía también en forma de cuantos, que ahora llamamos fotones. A partir de 1927, Paul Dirac unifica la mecánica cuántica con la teoría relativista del electromagnetismo, la teoría de la electrodinámica cuántica, que se completó en la década de 1940.

### Interacción nuclear fuerte
La interacción fuerte, también conocida como interacción nuclear fuerte, es la interacción que permite unirse a los quarks para formar hadrones. La interacción electromagnética se da entre partículas cargadas eléctricamente, aquí las partículas también tienen carga, la carga de color. A pesar de su fuerte intensidad, su efecto sólo se aprecia a distancias muy cortas del orden del radio atómico. Según el modelo estándar, la partícula mediadora de esta fuerza es el gluón. La teoría que describe a esta interacción es la cromodinámica cuántica (QCD) y fue propuesta por David Politzer, Frank Wilczek y David Gross en la década de 1980.
Como resultado colateral de la interacción entre quarks, existe una manifestación de la fuerza nuclear fuerte, actuando dentro del núcleo atómico entre los protones y neutrones; Debido a la carga positiva de los protones, para que éstos se encuentren estables en el núcleo debía existir una fuerza más fuerte que la electromagnética para retenerlos. Ahora sabemos que la verdadera causa de que los protones y neutrones no se desestabilicen es la llamada interacción fuerte residual. Esta interacción entre nucleones (protones y neutrones) se produce a través de parejas de quark-antiquark en forma de piones.

### Interacción nuclear débil
La interacción débil, también conocida como interacción nuclear débil, se acopla a un tipo de carga llamada sabor, que la poseen los quarks y los leptones. Esta interacción es la causante de los cambios de sabor en estas partículas, en otras palabras es la responsable de que los quarks y leptones decaigan en partículas más livianas, además es la que produce desintegraciones beta. La teoría de Glashow-Weinberg-Salam estudia la interacción débil y la electrodinámica cuántica de manera unificada en lo que se llama modelo electrodébil.
Según el modelo estándar, la interacción débil es mediada por los bosones W y Z que son partículas muy masivas. Su intensidad es menor que la intensidad de la electromagnética y su alcance es menor que el de la interacción fuerte. Al igual que la interacción fuerte y la gravitatoria es esta una interacción únicamente atractiva[cita requerida].

### Tabla comparativa
| Interacción      | Teoría descriptiva             | Mediadores               | Fuerza relativa | Comportamiento con la distancia (r)                  | Alcance (m)             |
| ---------------- | ------------------------------ | ------------------------ | --------------- | ---------------------------------------------------- | ----------------------- |
| Fuerte           | Cromodinámica cuántica (QCD)   | gluones                  | 1038            | {\displaystyle {\frac {e^{-{\frac {r}{R}}}}{r^{2}}}} | 10-15                   |
| Electromagnética | Electrodinámica cuántica (QED) | fotones                  | 1036            | {\displaystyle {\frac {1}{r^{2}}}}                   | {\displaystyle \infty } |
| Débil            | Teoría electrodébil            | bosones W y Z            | 1025            | {\displaystyle {\frac {e^{-m_{W,Z}r}}{r^{2}}}}       | 10-18                   |
| Gravitatoria     | Gravedad cuántica              | gravitones (hipotéticos) | 1               | {\displaystyle {\frac {1}{r^{2}}}}                   | {\displaystyle \infty } |

La teoría cuántica de campos es el marco general dentro del cual se inscriben la cromodinámica cuántica, la teoría electrodébil y la electrodinámica cuántica. Por otra parte la "gravedad cuántica" actualmente no consiste en un marco general único sino un conjunto de propuestas que tratan de unificar la teoría cuántica de campos y la relatividad general.

## Interacciones en el modelo estándar
Las interacciones electromagnética, fuerte y débil se estudian en un marco común de teorías gauge cuánticas llamado modelo estándar. El objetivo de la física teórica es llegar a describir las cuatro interacciones como aspectos de una única fuerza[cita requerida]. El problema surge al cuantizar la gravedad, que resulta ser una teoría no renormalizable (ver Renormalización). Esta anomalía se arregla teóricamente en modelos con más dimensiones espaciales, como las teorías de cuerdas, aunque no se da por hecho la validez de estas teoría dado que no hemos podido acceder experimentalmente a comprobarlas.
Según el modelo estándar de la física de partículas, la interacción electromagnética y la interacción nuclear débil son manifestaciones a energías ordinarias de una única interacción, la interacción electrodébil. El proceso por el cual esta única fuerza se separa en dos distintas se denomina ruptura de simetría electrodébil. 
La siguiente tabla nos ayuda a ver lo que el modelo estándar indica sobre las interacciones fundamentales:
| Interacción                                       | Gravitatoria | Electromagnética     | Débil             | Fuerte                     |
| ------------------------------------------------- | ------------ | -------------------- | ----------------- | -------------------------- |
| Accionar                                          | masa-energía | carga eléctrica      | carga de sabor    | carga de color             |
| Partículas a las que afecta                       | todas        | partículas con carga | leptones y quarks | quarks y gluones           |
| Partículas mediadoras                             | gravitón     | fotón                | bosones W y Z     | gluón                      |
| Intensidad para dos quarks si están a 10-18 m     | 10-41        | 1                    | 0.8               | 25                         |
| Intensidad para dos quarks si están a 3 x 10-17 m | 10-41        | 1                    | 10-4              | 60                         |
| Intensidad para dos protones en el núcleo         | 10-36        | 1                    | 10-7              | no aplicable para hadrones |

## Nuevas hipótesis
Observaciones recientes muestran que el Universo parece estar expandiéndose con una tasa de aceleración. 
La manera más popular de explicarla en la cosmología física es mediante la hipótesis de la energía oscura. Esta sería una forma hipotética de energía que impregnaría todo el espacio, y produciría una presión negativa y que tendería a incrementar la tasa de expansión del Universo, resultando en una fuerza gravitacional repulsiva. En el modelo estándar de la cosmología, la energía oscura actualmente aporta casi tres cuartas partes de la masa-energía total del Universo. Formalmente aún no está comprobada como una fuerza fundamental más, sin embargo goza de relativa popularidad en la comunidad científica.